# Impasse Martini
Impasse Martini är en återvändsgata i Quartier de la Porte-Saint-Martin i Paris tionde arrondissement. Gatan är uppkallad efter den franske kompositören Jean Paul Égide Martini (1741–1816). Impasse Martini börjar vid Rue du Faubourg-Saint-Martin 21–25.

## Omgivningar
- Saint-Laurent
- Impasse du 49-Faubourg-Saint-Martin
- Passage Brady

## Bilder
| - Gatuskylt. - Saint-Laurent. |

## Kommunikationer
- Tunnelbana – linjerna    – Strasbourg – Saint-Denis
- Busshållplats Porte Saint-Martin – Paris bussnät

### Webbkällor
- ”Impasse Martini”. Mairie de Paris. https://web.archive.org/web/20160303195046/http://www.v2asp.paris.fr/commun/v2asp/v2/nomenclature_voies/Voieactu/6059.nom.htm. Läst 29 november 2023.
- ”Impasse Martini (10ème arrondissement)”. Les rues de Paris. https://web.archive.org/web/20160409130521/http://www.parisrues.com/rues10/paris-10-impasse-martini.html. Läst 29 november 2023.